# Cyathea fulgens
Cyathea fulgens är en ormbunkeart som beskrevs av Carl Frederik Albert Christensen. Cyathea fulgens ingår i släktet Cyathea och familjen Cyatheaceae. Inga underarter finns listade.